# Cirque de Maxence
Ne doit pas être confondu avec Cirque Maxime.
Le Cirque de Maxence (Circus Maxentius) est un cirque romain créé au début du IVe siècle par l'empereur Maxence. 

## Historique
Le Cirque de Maxence est aussi appelé Cirque de Romulus, du nom de son fils défunt : Valérius Romulus. Durant le Moyen Âge, il fut connu sous le nom de Cirque de Caracalla car on trouva des traces de cet empereur près des lieux, qu'on lui attribua par erreur.
Il était situé hors de la Ville, au 3e mille de la Voie Appienne, où l'empereur fit bâtir un grand complexe en 311 ap. J.-C. : le cirque, mais aussi un palais et un grand mausolée pour son fils défunt Valérius Romulus, près du Tombeau de Cæcilia Metella. Empereur de 306 à 312, il assoit son pouvoir en faisant édifier ce grand complexe architectural. Cet ensemble est bâti sur l'emplacement d'une ancienne villa. Sa défaite face à l'armée de Constantin le 28 octobre 312 à la bataille du pont Milvius met fin à son projet.
Le cirque était réservé à la famille impériale et aux intimes, et il n'y avait de places que pour 10 000 spectateurs (contre 150 000 places au Cirque Maxime).

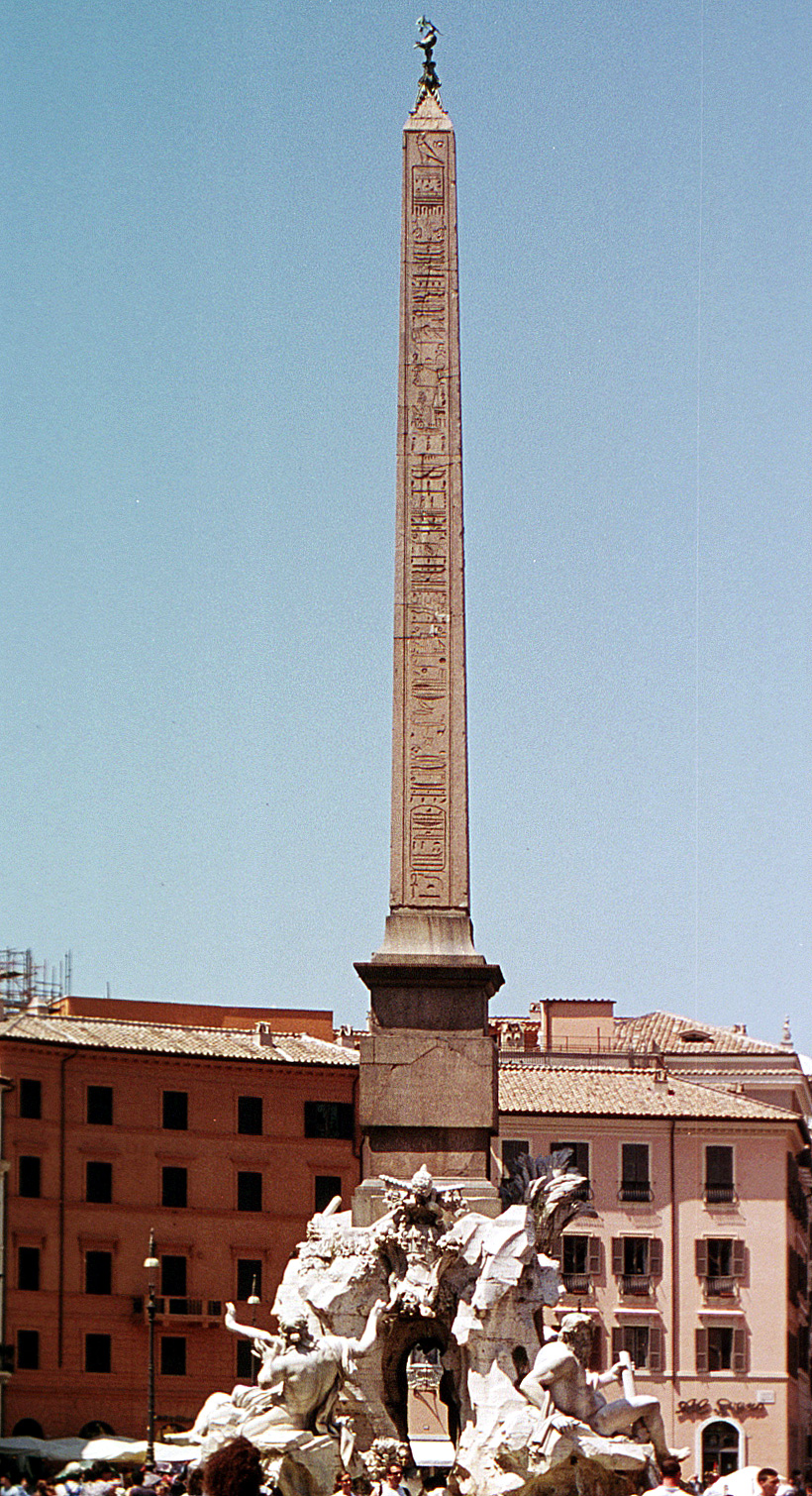
L'obélisque de la fontaine des Fleuves qui ornait la spina du Cirque de Maxence.
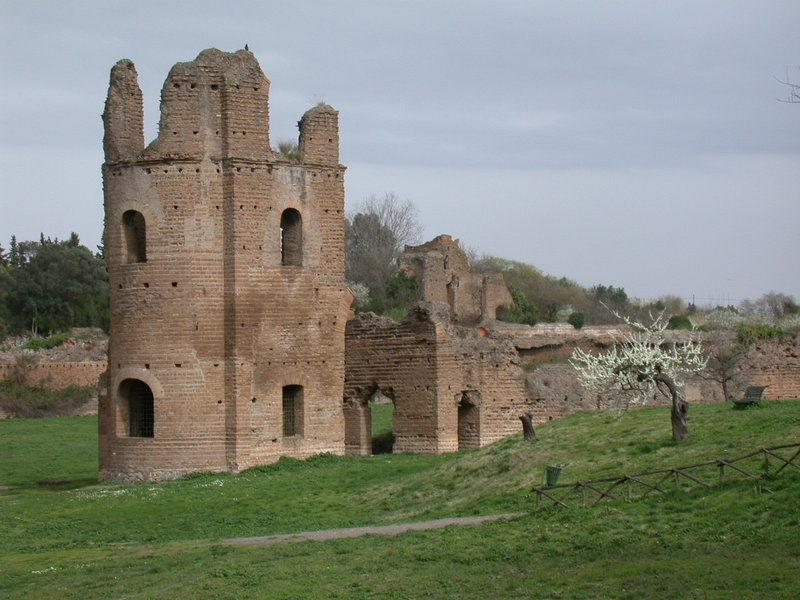
L'oppidum.

## Architecture
Entièrement construit en brique, cet édifice était long de 52 m et large de 92 m. La spina, séparation centrale, était longue de 283 m. Pour orner celle-ci, Maxence plaça un grand obélisque provenant du temple d'Isis (Champ de Mars), aujourd'hui visible sur la piazza Navona à Rome sous le nom d'obélisque de la fontaine des Fleuves, .

Plan du cirque
A : les tribunes, B : la loge impériale (Pulvinar), D : la spina, E : les metae, H : les carceres inscrite dans le bâtiment d'écuries nommé oppidum, O : la porte triomphale.

## Fouilles archéologiques
Des fouilles  du cirque, du palais et du mausolée furent réalisées au XIXe siècle et dans la première moitié du XXe siècle. La ville de Rome ayant fait l'acquisition de la plus grande partie des lieux, les travaux des années 1960 permettent d'identifier quatre phases d'occupation successives :
- Ier et IIe siècles avant J-C, une villa républicaine est construite sur une grande terrasse, avec un cryptoportique d'une longueur de 115 m et des structures de tuf rouge. L'eau de pluie est stockée dans des puits et distribuée par des conduits-citernes. Dans la première moitié du Ier siècle, s'y ajoutent deux nymphées. L'ensemble est relié par des canalisations installées au pied de la terrasse ; l'un est alimenté par une citerne de 63 m sur 4,3 m creusée au nord du site. Puits et citernes étaient reliés entre eux par des canalisations dirigeant l'eau vers le nymphée et les futurs thermes ;
- au IIe siècle, la villa est agrandie par des pièces sur la terrasse, un cryptoportique et deux pavillons circulaires à ses extrémités. Puis des thermes s'ajoutent à cet ensemble, connu sous le nom de villa d'Hérode Atticus, fameux mécène grec ;
- la dernière phase correspondant aux structures du Cirque de Maxence, du mausolée dynastique et du palais avec sa salle d'audience absidiale.

En 2000, des chercheurs de l'université du Colorado découvrirent les puits creusés dans le tuf de la première villa. En 2011, ce chantier est suivi par la Sovrintendenza et l'association gérant le site. Dans les conduits, les ouvriers trouvent une rare monnaie à l'effigie de Romulus et représentant le mausolée.

## Aujourd'hui
Le cirque est aujourd'hui en ruine, mais les stalles de départ et la spina sont en partie conservées. C'est un des cirques romains les mieux conservés de l'Antiquité. Les murs extérieurs et les contours de la spina sont encore visibles.
La zone archéologique est ouverte au public.

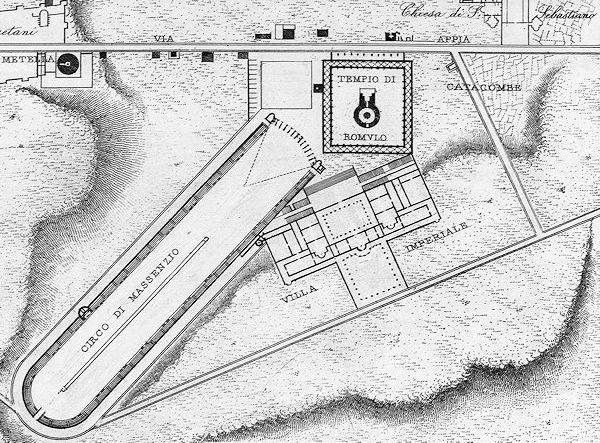
Plan de la zone archéologique du cirque de Maxence. Le nord est à droite.